# Amman
Amman (arapski عمّان), je glavni i najveći grad u Jordanu. U njemu stanuje otprilike 4.000.000 stanovnika te ima površinu od 1680 km². To je politički, kulturni i komercijalan centar države te jedan od najstarijih nastanjenih gradova na svijetu. Smatra se jednim od najviše zapadnjačkim i najliberalnijim Arapskim gradom. Jedan je od glavnih turističkih destinacija, a posebito je popularan među turistima iz Europe i Perzijskog zaljeva.
Grad se nalazi u središnjoj-sjevernoj regiji Jordana. Ima ukupno 27 četvrti. Istočni Amman uglavnom je ispunjen povijesnim znamenitostima koje se često rabe za kulturne aktivnosti, dok je zapadni Amman moderniji, elegantan te je gospodarsko središte grada
Nedavni ekonomski rast koji je Amman doživio neusporediv je s bilo kojim drugim arapskim gradom, osim onih koji se nalaze u području Perzijskog Zaljeva.
Amman je imenovan jednim od MENA-inih najboljih gradova u ekonomskim, radnim, okolišnim i društveno-kulturnim čimbenicima. Amman je među najpopularnijim mjestima za multinacionalne korporacije da postave svoje regionalne urede, uz Dohu a tek iza Dubaija. Nadalje, očekuje se da će u sljedećih 10 godina ova tri grada privući najveći dio aktivnosti multinacionalnih korporacija u regiji. Amman je ili bio ili je grad u kojemu su se ili se nalaze brojne ogromne multinacionalne kompanije kao Arapska Banka, Aramex i Hikma Pharmaceuticals. U njemu se nalaze Ammanska burza, brojni hoteli koji pripadaju najvećim internacionalnim brendovima te ogromni projekti kao "Abdali Urban Regeneration Project" i "Jordan Gate Towers".